# ناوچه کلاس بترست
ناوچه کلاس بترست (به انگلیسی: Bathurst-class corvette) یک کلاس از کشتی است که طول آن ۱۸۶ فوت (۵۷ متر) می‌باشد.